# سلطان الغريري
سلطان صالح الغريري لاعب كرة قدم قطري، ولد في (12 يناير 1995). 

## مسيرة اللاعب
لعب في نادي أم صلال ونادي الشحانية ونادي البدع ونادي المرخية.